# Tour des Moxhons
La tour des Moxhons appelée aussi tour aux Moxhons ou tour Moxhon est une construction située dans le quartier liégeois de Saint-Laurent entre le Mont Saint-Martin et le Thier de la Fontaine. Cette tour est la seule conservée parmi celles qui faisaient partie des premiers remparts de la ville de Liège.

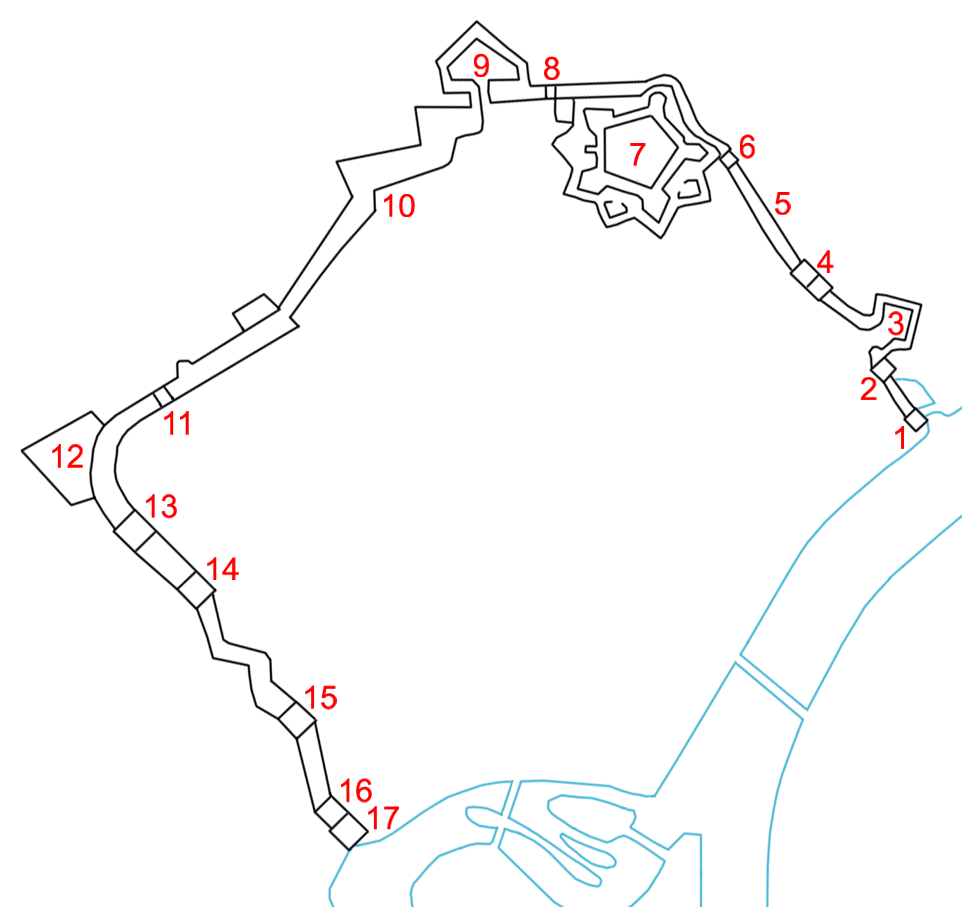
Fortifications du centre ville de Liège vers la fin du XVIIe siècle.
1. Porte Maghin,
2. Porte Saint-Léonard,
3. Bastion Saint-Léonard,
4. Porte de Vivegnis,
5. Rempart des Six-Cents-Degrés,
6. Païenporte,
7. Citadelle,
8. Porte Sainte-Walburge,
9. Bastion du Clergé,
10. Rempart des Anglais,
11. Hocheporte,
12. Bastion du Saint-Esprit,
13. Porte Sainte-Marguerite,
14. Porte Saint-Martin,
15. Tour des Moxhons,
16. Porte des Bégards,
17. Tour des Bégards.

## Histoire
À la fin du Xe siècle, la ville de Liège, nouvelle capitale de la principauté de Liège, s'entoure de remparts édifiés sous le règne de son premier prince-évêque Notger. À cette époque, la cité se résume aux alentours de la place du Marché, à la rive gauche de la Meuse avoisinant cette place et à la colline de Publémont où se situe la tour des Moxhons. Vu son emplacement, il est très possible que cette tour ait fait partie intégrante des premiers remparts de la cité. Elle fait partie des seconds remparts érigés au XIIIe siècle. Elle se situe alors entre la porte des Bégards (toujours visible) et la porte Saint-Martin. 
En 1468, la tour est détruite par les hommes de Charles le Téméraire lors de la mise à sac de la ville de Liège. 
Elle est toutefois reconstruite en 1483 comme l'atteste le texte suivant gravé sur une pierre carrée appelée la pierre du Diable et placée sur une paroi extérieure de la tour :
Je suis nomée la tour Moixhon,

Qui fuy démolie et destruict

Par Charles duc des Borguignon

L'an quattorse cent LX et huict

Et fuy refaite, qui bien me duit

L'an owitante trois en vériteit,

Par le moyen et bon conduit

Des fermeteurs de la Citeit

Dont les noms oreis reciter

Tres tous par ordre sans varier.

Hynsberke de Sain Pole Wilhenomer

Qui est leur doyen soit premier

Huyge de Lanoy et puis Wathier

De Corswareme son beau confrer

Johan de Chayne sire Grégoire Piere

Sire Jacque Chevallet sans errer

Walthier Malherbe Johan Engbier

Johan de Housse Costain Malherbe

Henry Lambeur Hanchon Brosdeur

Melchior Houbier le bresseur.
La tour est encore restaurée en 1635 ainsi qu'au XIXe siècle.

## Situation
Cette tour se trouve à l'arrière d'une parcelle privée située au no 75 du Mont Saint-Martin mais elle est surtout visible bien que partiellement depuis le Thier de la Fontaine, à droite en montant la seconde volée d'escaliers. Elle ne se visite pas.

## Odonymie
Le nom Moxhons vient du wallon Mohons signifiant : Moineaux. En 1483, il est fait mention de tour Moixhon.

## Architecture
L'édifice est une tour carrée d'environ 10 mètres de côté réalisée en brique complétée par des boutisses en pierre calcaire. Haute de deux niveaux, la tour possède des meurtrières, repose sur le rempart voûté et est précédée de murets défensifs.

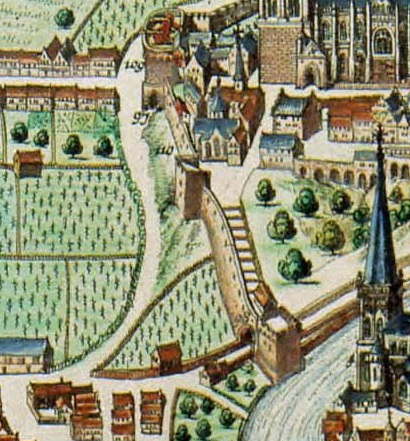
Entre la porte Saint-Martin et la porte des Bégards, la tour des Moxhons au XVIIe siècle

### Source et lien externe
- « Les enceintes des Liège - Tour au Moxhon », sur chokier.com (consulté le 20 décembre 2018)